# Bombay International
Das Gaware Paints Bombay International war ein zwei Mal im Jahr 1979 ausgetragenes Snooker-Einladungsturnier. Das Turnier wurde in beiden Fällen gesponsert von dem indischen Unternehmen Gaware Paints in der Bombay Gymkhana der indischen Stadt Bombay, dem heutigen Mumbai, ausgetragen; im Rahmen der Saison 1978/79 als Rundenturnier mit sechs Spielern, im Rahmen der Saison 1979/80 als Ausscheidungsturnier mit einer vorangestellten Gruppenphase mit zwei Gruppen. Während bei der ersten Ausgabe der dreifache Weltmeister John Spencer aus England gewann, siegte bei der zweiten Ausgabe sein Landsmann John Virgo. Im Zuge der zweiten Ausgabe spielte zudem der Kanadier Cliff Thorburn mit einem 123er-Break das höchste Break der Turniergeschichte.

## Geschichte
Die erste Ausgabe des Turnieres fand zum Ende der Saison 1978/79 im Februar 1979 in der Bombay Gymkhana – Gymkhanas sind in etwa die indische Variante eines Gentlemen’s Club – statt. Zum Turnier wurden fünf der führenden Profispieler sowie der indische Amateurspieler Arvind Savur eingeladen. Das Turnier wurde als Rundenturnier ausgetragen, sodass jeder ein Mal gegen jeden anderen Spieler spielen musste. Das Turnier, das insgesamt ein Preisgeld von 5.400 Pfund Sterling vorweisen konnte, gewann schließlich von John Spencer, der vor Dennis Taylor den ersten Platz der Gruppe belegte.
Die zweite Ausgabe fand Mitte Dezember desselben Jahres statt und ist somit der Saison 1979/80 zuzuordnen. Erneut wurde das Turnier in der Bombay Gymkhana ausgetragen und von Gaware Paints gesponsert, zugleich stieg jedoch das Preisgeld auf 5.700 £, das sich jetzt jedoch im Gegensatz zum Vorjahr nur noch auf die beiden ersten Spieler aufteilte. Diesmal wurden sieben führende Profispieler und erneut Arvind Savur als  indischer Amateur eingeladen. Die Spieler wurden in einer ersten Runde in zwei Vierer-Gruppen aufgeteilt, die nun wie im Vorjahr im Jeder-gegen-Jeden-Modus spielten. Die beiden besten Spieler jeder Gruppe rückten jeweils ins Halbfinale vor, ab dem im K.-o.-System um den Sieg gespielt wurde. Das Turnier gewann schließlich mit John Virgo erneut ein Engländer, der im Finale Cliff Thorburn mit 13:7 besiegte. Thorburn hatte jedoch während des Turnieres mit einem 123er-Break das höchste Break des Turnieres gespielt und überbot zugleich damit seinen Vorjahresrekord von 108 Punkten. Davon abgesehen wird als Austragungsdatum des Turnieres auch das folgende Jahre angegeben. Im Anschluss daran fanden keine weiteren Ausgaben statt.

## Sieger
| Jahr                                                    | Austragungsort                                          | Sieger                                                  | Ergebnis                                                | Finalist                                                | Sponsor                                                 | Saison                                                  |
| Bombay International – Status eines Einladungsturnieres | Bombay International – Status eines Einladungsturnieres | Bombay International – Status eines Einladungsturnieres | Bombay International – Status eines Einladungsturnieres | Bombay International – Status eines Einladungsturnieres | Bombay International – Status eines Einladungsturnieres | Bombay International – Status eines Einladungsturnieres |
| ------------------------------------------------------- | ------------------------------------------------------- | ------------------------------------------------------- | ------------------------------------------------------- | ------------------------------------------------------- | ------------------------------------------------------- | ------------------------------------------------------- |
| 1979 I                                                  | Bombay – Bombay Gymkhana                                | John Spencer                                            | Rundenturnier                                           | Rundenturnier                                           | Gaware Paints                                           | 1978/79                                                 |
| 1979 II                                                 | Bombay – Bombay Gymkhana                                | John Virgo                                              | 13:7                                                    | Cliff Thorburn                                          | Gaware Paints                                           | 1979/80                                                 |